# Maikel Scheffers
Maikel Scheffers (ur. 7 września 1982 w ’s-Hertogenbosch) – holenderski niepełnosprawny tenisista, medalista igrzysk paraolimpijskich z Pekinu (2008) i Tokio (2020), wielokrotny mistrz wielkoszlemowy.

## Życiorys
Scheffers grę w tenisa rozpoczął w wieku jedenastu lat. Cztery lat później zadebiutował w zawodowym tourze.
Jego najlepszymi wynikami w kończących sezon mistrzostwach w tenisie na wózkach jest zwycięstwo w 2009 roku w singlu i triumfy w latach 2006, 2009, 2010 w deblu. W swojej karierze sięgnął po 2 zwycięstwa wielkoszlemowe w grze pojedynczej: French Open 2011 i Australian Open 2012. W grze podwójnej w Wielkim Szlemie odniósł 5 zwycięstw: French Open 2008, US Open 2010, Australian Open 2011, Wimbledon 2011 i US Open 2013.
Maikel Scheffers osiągnął pierwszą pozycję w rankingu singlowym 19 grudnia 2011 roku. 27 czerwca 2011 awansował na najwyższe miejsce w rankingu deblowym.

## Historia występów
Legenda
     W, wygrany turniej
     F, przegrana w finale
     SF, przegrana w półfinale
     SFP, SFW, przegrana, wygrana w meczu o trzecie miejsce
     QF, przegrana w ćwierćfinale
     xR przegrana w x rundzie
     LQ, przegrana w kwalifikacjach
     RR, przegrana w fazie grupowej
     A, brak startu
     –, impreza nie odbyła się

### Występy w Wielkim Szlemie

#### Gra pojedyncza
| Turniej                                     | 2002 | 2003 | 2004 | 2005 | 2006 | 2007 | 2008 | 2009 | 2010 | 2011 | 2012 | 2013 | 2014 | 2015 | 2016 | 2017 | 2018 | 2019 | 2020 | 2021 | 2022 |
| ------------------------------------------- | ---- | ---- | ---- | ---- | ---- | ---- | ---- | ---- | ---- | ---- | ---- | ---- | ---- | ---- | ---- | ---- | ---- | ---- | ---- | ---- | ---- |
| Wielkoszlemowe turnieje w singlu na wózkach |      |      |      |      |      |      |      |      |      |      |      |      |      |      |      |      |      |      |      |      |      |
| Australian Open                             | A    | A    | 3R   | A    | QF   | QF   | QF   | SF   | QF   | QF   | W    | QF   | SF   | QF   | QF   | QF   | A    | A    | A    | A    | A    |
| French Open                                 | –    | –    | –    | –    | –    | A    | QF   | QF   | QF   | W    | QF   | SF   | QF   | SF   | A    | QF   | A    | A    | A    | A    | A    |
| Wimbledon                                   | –    | –    | –    | –    | –    | –    | –    | –    | –    | –    | –    | –    | –    | –    | A    | QF   | A    | A    | –    | A    | A    |
| US Open                                     | –    | –    | –    | A    | QF   | A    | –    | F    | SF   | SF   | –    | QF   | QF   | QF   | –    | A    | A    | A    | A    | A    | 1R   |

#### Gra podwójna
| Turniej                                    | 2002 | 2003 | 2004 | 2005 | 2006 | 2007 | 2008 | 2009 | 2010 | 2011 | 2012 | 2013 | 2014 | 2015 | 2016 | 2017 | 2018 | 2019 | 2020 | 2021 | 2022 |
| ------------------------------------------ | ---- | ---- | ---- | ---- | ---- | ---- | ---- | ---- | ---- | ---- | ---- | ---- | ---- | ---- | ---- | ---- | ---- | ---- | ---- | ---- | ---- |
| Wielkoszlemowe turnieje w deblu na wózkach |      |      |      |      |      |      |      |      |      |      |      |      |      |      |      |      |      |      |      |      |      |
| Australian Open                            | A    | A    | 2R   | A    | SF   | F    | 1R   | F    | F    | W    | SF   | SF   | F    | SF   | SF   | SF   | A    | A    | A    | A    | A    |
| French Open                                | –    | –    | –    | –    | –    | A    | W    | F    | SF   | SF   | SF   | SF   | SF   | SF   | A    | SF   | A    | A    | A    | A    | A    |
| Wimbledon                                  | –    | –    | –    | SF   | A    | SF   | A    | SF   | SF   | W    | A    | SF   | F    | A    | SF   | SF   | A    | A    | –    | A    | A    |
| US Open                                    | –    | –    | –    | A    | SF   | A    | –    | F    | W    | F    | –    | W    | F    | SF   | –    | A    | A    | A    | A    | A    | QF   |

### Turnieje Masters oraz igrzyska paraolimpijskie
| Turniej                  | 2001 | 2002 | 2003 | 2004 | 2005 | 2006 | 2007 | 2008 | 2009 | 2010 | 2011 | 2012 | 2013 | 2014 | 2015 | 2016 | 2017 | 2018 | 2019 | 2020 | 2021 | 2022 |
| ------------------------ | ---- | ---- | ---- | ---- | ---- | ---- | ---- | ---- | ---- | ---- | ---- | ---- | ---- | ---- | ---- | ---- | ---- | ---- | ---- | ---- | ---- | ---- |
| Turnieje Masters         |      |      |      |      |      |      |      |      |      |      |      |      |      |      |      |      |      |      |      |      |      |      |
| singel                   | A    | A    | A    | A    | A    | RR   | RR   | SF   | W    | SF   | F    | F    | RR   | SF   | RR   | RR   | A    | A    | A    | A    | A    |      |
| debel                    | RR   | A    | RR   | SF   | RR   | W    | F    | F    | W    | W    | SF   | RR   | SF   | RR   | SF   | A    | SF   | RR   | SF   | A    | SF   |      |
| Igrzyska paraolimpijskie |      |      |      |      |      |      |      |      |      |      |      |      |      |      |      |      |      |      |      |      |      |      |
| Singel                   | –    | –    | –    | A    | –    | –    | –    | SFW  | –    | –    | –    | SFP  | –    | –    | –    | 3R   | –    | –    | –    | –    | 2R   | –    |
| Debel                    | –    | –    | –    | A    | –    | –    | –    | SFP  | –    | –    | –    | QF   | –    | –    | –    | QF   | –    | –    | –    | –    | SFW  | –    |